# Vilallonga del Camp
Vilallonga del Camp est une commune de la province de Tarragone, en Catalogne, en Espagne, de la comarque de Tarragonès.